# Saint-Servant
Saint-Servant é uma comuna francesa na região administrativa da Bretanha, no departamento Morbihan. Estende-se por uma área de 22,43 km². Em 2010 a comuna tinha 829 habitantes (densidade: 37 hab./km²).